# Chaetodon semilarvatus
Chaetodon semilarvatus — вид риб родини Chaetodontidae.

## Назва
В англійській мові має назву «риба-метелик в масці» (англ. Masked butterflyfish). 

## Опис
Риба до 23 см завдовжки, жовта з сіро-синьою латкою на очах. Зустрічається зазвичай парами чи невеликими групами під виступами коралів.

## Поширення та середовище існування
Живе у багатих на коралові рифи територіях та затоках на глибині від 1 до 20 м у Червоному морі та Аденській затоці.

## Галерея

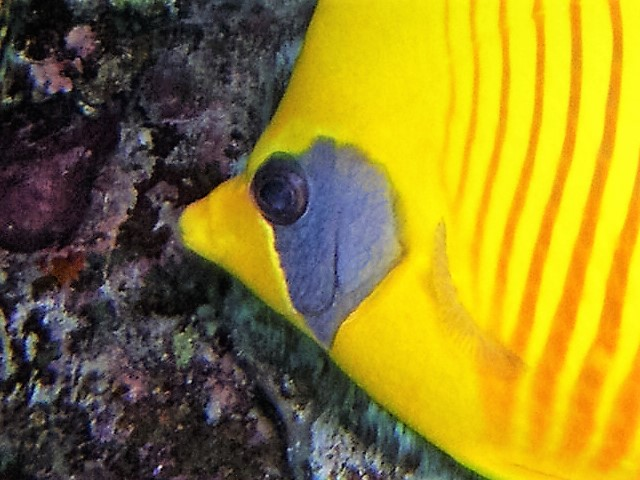
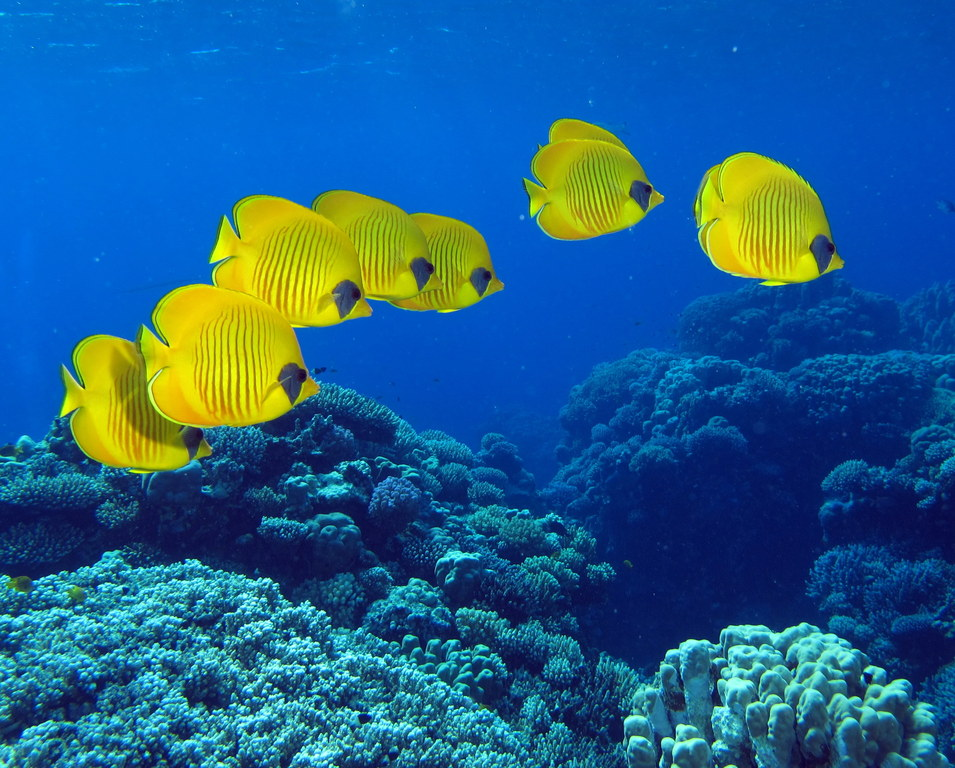